# リロイ郡区 (アイオワ州オーデュボン郡)
リロイ郡区 (Leroy Township) は、アメリカ合衆国アイオワ州オーデュボン郡にある12の郡区の一つである。人口は2000年の国勢調査で2,750人だった。

## 地理
リロイ郡区は95.6平方キロメートル（36.91平方マイル）で、オーデュボン市を含む。アメリカ地質調査所によると、この郡区の霊園はアリタス・ロッジ、アーリントン・ハイツ、ラコックス・グローブ、メイプル・グローブ、セイント・パトリックス・カソリックの5箇所である。